# 갓 (예언자)
갓(Gad, 히브리어: גָּד, 현대: Gad, 티베리아어: Gāḏ, "행운", /ɡæd/)은 히브리어 성경과 유대 역사가 플라비우스 요세푸스의 글에 언급된 선견자 또는 선지자였다. 그는 이스라엘의 다윗 왕의 개인 선지자 중 한 사람이었으며 탈무드 전통에 따르면 그의 저술 중 일부는 사무엘기에 포함된 것으로 여겨진다. 그는 사무엘상 22장 5절에서 다윗에게 모압의 피난처를 떠나 유다 땅에 있는 헤렛 숲으로 돌아가라고 말하는 데 처음으로 언급된다.
갓에 대한 다음 성경 언급은 사무엘하 24장 11~13절(역대상 21:9~13)인데, 다윗이 이스라엘과 유다 백성의 인구를 조사한 죄를 고백한 후, 하나님은 갓을 다윗에게 보내어 그를 제물로 바치게 하셨다. 세 가지 형태의 처벌 중 하나를 선택한다.
갓은 사무엘하 24장 18절에서 마지막으로 언급되는데, 다윗에게 와서 하나님께서 다윗이 형벌로 선택한 재앙을 그치신 후에 그에게 하나님께 제단을 쌓으라고 말했다. 갓이 제단으로 지시한 장소는 “여부스 사람 아라우나의 타작마당”이었다.
역대상 21장 18~19절은 갓이 여호와의 사자를 만난 이야기를 담고 있다.
갓의 무덤이 할훌에 있다고 주장된다.